# Gabriele de' Mussi
Gabriele de' Mussi, gelatiniseerd Gabriel de Mussis (ca. 1280 – ca. 1356) was een notaris uit Piacenza die een verslag naliet van het begin van de Zwarte Dood.

## Historia de morbo
Hij schreef zijn werk in het Latijn onder de titel Historia de morbo sive mortalitate quae fuit anno Dni MCCCXLVIII ('Geschiedenis van de ziekte of het grote sterven dat plaatsvond in het Jaar van onze Heer 1348'). Het manuscript werd in de 19e eeuw herontdekt en wordt bewaard in de bibliotheek van de Universiteit van Wroclaw (plaatskenmerk R 262).
In het verslag beschreef De' Mussi hoe de pest zich vanuit de stad Kaffa aan de Zwarte Zee verspreidde naar Sicilië en Piacenza. Hoewel vroeger werd aangenomen dat hij zelf in Kaffa was geweest en op een met ziekte beladen schip naar Piacenza was gereisd, neemt men nu aan dat hij Piacenza niet heeft verlaten. Beroemd is zijn bewering dat het leger van de Gouden Horde tijdens het beleg van Kaffa in 1346 met pest besmette kadavers over de stadsmuren slingerde. Het is moeilijk in te schatten of dit vroege voorbeeld van biologische oorlogvoering werkelijk heeft plaatsgevonden. Meestal acht men het plausibel dat de pest op die manier in Kaffa is geïntroduceerd, maar niet dat dit heeft bijgedragen aan de verspreiding van de pest buiten de stad. Er zijn ook specialisten die betwisten dat dit plan praktisch uitvoerbaar zou zijn geweest met de trebuchetmogelijkheden van die tijd.

## Uitgaven en vertalingen
- Heinrich Haeser (red.), "Historia de morbo sive mortalitate quae fuit anno Domini MCCCXLVIII" in: A.W. Henschel (red.), Archiv für die gesammte Medicin, vol. 2, Dokumente zur Geschichte des schwarzen Todes, 1841, p. 45-57
- A.G. Tononi, "La Peste dell'anno 1348" in: Giornale ligustico di Archeologia, storia e letteratura, 1884, p. 144-152
- Klaus Bergdolt (red.), Die Pest 1348 in Italien. Fünfzig zeitgenössische Quellen, 1989
- Rosemary Horrox (red.), The Black Death, 1994, p. 14-26

## Voetnoten
1. ↑  Matt Field, Catapulting corpses? A famous case of medieval biological warfare probably never happened in: Bulletin of the Atomic Scientists, 10 augustus 2023